# Ernst Kunwald
Ernst Kunwald, né le 14 avril 1868 à Vienne et mort dans cette ville le 12 décembre 1939, est un chef d'orchestre autrichien.